# Christian Lösel

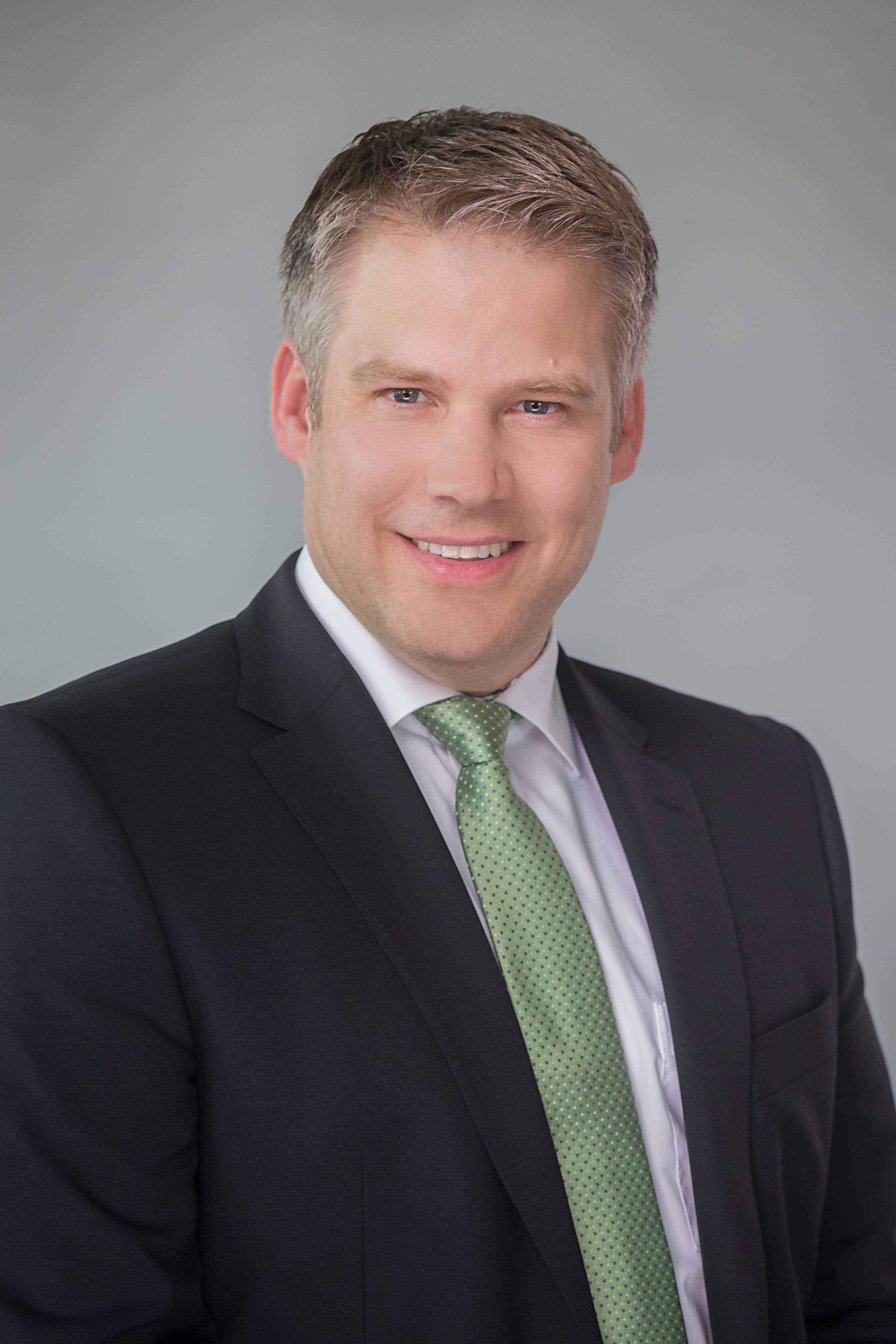
Christian Lösel, 2014

Christian Lösel (* 23. September 1974 in München) ist ein deutscher Kommunalpolitiker der CSU. Vom 14. Mai 2014 bis 30. April 2020 war er Oberbürgermeister von Ingolstadt. Zuvor war er dort Stadtrat, Integrationsbeauftragter und Referent des Oberbürgermeisters in zentralen Verwaltungsaufgaben.

## Werdegang
Lösel wuchs in Ingolstadt auf und absolvierte sein Abitur 1994 an der Privatschule Schule Schloss Stein in Stein an der Traun. Im selben Jahr trat er der CSU bei. Bis 2000 studierte er Betriebswirtschaftslehre an der Katholischen Universität Eichstätt-Ingolstadt und betätigte sich dort bis 2010 als wissenschaftlicher Mitarbeiter. 2004 promovierte er mit einer Dissertation zu „Betriebliche Altersversorgung durch Entgeltumwandlung – Steuerliche Auswirkungen einer Arbeitnehmerentsendung in die USA“. 2005 bestand Lösel das Examen zum Steuerberater und gründete zusammen mit Barbara Schabmüller die Steuerberatungssozietät Schabmüller & Dr. Lösel in Ingolstadt, in welcher auch seine Frau Carolin Lösel tätig ist. Seit 2008 übernahm er mehrere Ämter in der Kommunalpolitik.

## Kommunalpolitische Ämter
Lösel war 2008 bis 2010 ehrenamtlicher Stadtrat, stellvertretender Fraktionschef der CSU-Stadtratsfraktion und stellvertretender Sprecher des Finanz- und Personalausschusses für die CSU-Stadtratsfraktion. In diesen Jahren war er im Aufsichtsrat der Ingolstädter Verkehrsgesellschaft und Verbandsrat des Zweckverbandes Sparkasse Ingolstadt. Von 2008 bis 2014 war er Aufsichtsrat der Stadtwerke Ingolstadt Beteiligungs GmbH.
2010 bis 2014 war er Berufsmäßiger Stadtrat und Referent des Oberbürgermeisters Alfred Lehmann. Von 2011 bis 2014 bekleidete er zudem das Amt des Integrationsbeauftragten der Stadt Ingolstadt.
2014 bis 2020 war Lösel Oberbürgermeister der Stadt Ingolstadt. Sein Vorgänger Alfred Lehmann trat nach zwei Amtsperioden bei der Kommunalwahl 2014 nicht mehr als OB-Kandidat an, und Lösel wurde von der CSU durch seine Position als OB-Referent zu Lehmanns Nachfolger aufgebaut.
Nachdem die CSU bei der Kommunalwahl 2020 als Folge der Grundstücksaffäre um Alt-OB Alfred Lehmann erhebliche Verluste erlitt (2014: 44,6 %, 2020: 26,8 %), verlor auch Lösel sein Amt als Oberbürgermeister, blieb aber Stadtratsmitglied. Sein OB-Nachfolger wurde der SPD-Kandidat Christian Scharpf.
Bei einer Urabstimmung des CSU-Kreisverbandes Ingolstadt unterlag er im November 2024 als Bewerber für eine erneute Bürgermeister-Kandidatur seinem Mitbewerber.

## Sonstiges
Lösel spielte 1994 in der RTL-Serie Unsere Schule ist die beste in zwei Folgen als Schüler mit. Lösel ist verheiratet und Vater von zwei Kindern.